# Obscure II
Obscure II (reso graficamente ObsCure II) è un videogioco survival horror del 2007, sviluppato da Hydravision Entertainment e pubblicato da Playlogic per PlayStation 2, PlayStation Portable, Nintendo Wii e Microsoft Windows. Si tratta del sequel di Obscure (2004).

## Trama
A due anni di distanza dagli eventi di Leafmore, i ragazzi cercano di superare il trauma e andare avanti con le loro vite. Kenny e Shannon frequentano l'università di Fallcreek, mentre Stan, che da poco ha finito di scontare due anni di prigione, cerca di cambiare vita e lavora in una pizzeria. Gli effetti della Mortifilia, la pianta tossica che ha scaturito il contagio a Leafmore, sono ancora persistenti nei loro corpi e sono sotto terapia farmaceutica, tranne Shannon, il cui corpo ha reagito bene e si è adattato alle spore.
Per il campus di Fallcreek, si sta diffondendo una nuova droga, ricavata dai petali di uno strano fiore nero che da un po' di tempo cresce in zona. Non tardano a manifestarsi gli effetti collaterali di questa droga, che inizia a mietere vittime tra gli studenti del campus.
La storia comincia con Stan alla guida di un'auto, che si sta dirigendo verso Fallcreek. La scena seguente si sposta due giorni prima, al college, e mostra alcuni dei vecchi e dei nuovi personaggi che scambiano qualche screzio e provano la nuova droga. Le esalazioni delle spore causano a Corey e Mei una sorta di allucinazione. Una volta risvegliatisi dallo stato d'incoscienza riescono a riprendere lucidità con una bibita a base di caffeina, che pare contrastare l'effetto del spore.
Nel frattempo Amy e Kenny cercano di imbucarsi a una festa organizzata nella casa della confraternita ΔΘΓ, composta esclusivamente da studenti dell'alta borghesia, che hanno negato loro l'invito. Ma quando fanno irruzione nella struttura si ritrovano ad affrontare strane creature che hanno ucciso alcuni ragazzi. Kenny capisce immediatamente con che cosa hanno a che fare e rimane sconvolto. Raggiunge l'ospedale del campus in cerca di qualche farmaco che possa ritardare l'effetto del contagio, Shannon cerca di aiutarlo, ma le spore ultimano il processo di mutazione, trasformando Kenny.
Parallelamente, le due coppie cercano una via di uscita dal luogo, finché non si incontrano e si imbattono nel Professor James che esamina la carcassa di un mostro, e si dimostra alquanto restio ad aiutarli.
Intanto, Sven si unisce al gruppo e Mei riceve una chiamata da parte della sorella Jun, che la supplica di venire in suo soccorso. Ritrovata Jun, questa viene però lanciata dalla finestra da un mostro enorme, finendo in uno scantinato. Attraverso il sistema di videosorveglianza Mei suggerisce a Jun la strada per l'uscita, ma mentre questa sblocca la porta viene sbranata dal mostro. Sven e un'afflitta Mei si dirigono quindi all'ospedale per incontrarsi con gli altri. Giunti nella struttura fabbricano della dinamite e la usano per giungere nella rimessa, ma quando il gruppo arriva appare l'ormai tramutato Kenny, che uccide Mei e si scontra con i ragazzi, che però riescono a metterlo in fuga.
Mentre il gruppo lascia il campus a bordo di un'ambulanza un mostro in mezzo alla strada li fa sbandare e cadere da una scarpata. Scoprono di essere ai piedi della diga di Fallcreek, Stan ed Shannon ne ispezionano l'interno con l'intento di trovarvi riparo. Mentre camminano nei corridoi Shannon rivela a Stan di essere riuscita a "domare" la mortifilia con la semplice forza di volontà e questo ha provocato in lei un diverso tipo di mutazione che le permette di controllare le spore della pianta, apparentemente dotata di volontà propria.
Quando i due arrivano ad una sala ritrovano Amy, sconvolta, in una sala adiacente. Una volta raggiunta gli si presenta Kenny che tenta di ucciderli, ma Corey e Shannon lo sconfiggono facendolo cadere in un pozzo. Appurato che la diga non è un posto sicuro il Prof. Richard suggerisce di recarsi su un'isola del lago di Fallcreek. Durante il viaggio, Stan confessa il suo amore a Shannon, che ricambia.
Cercando un rifugio Amy e Sven giungono in una casa apparentemente abbandonata ma vengono presi in imboscata da un uomo deforme armato di motosega, Sven tenta di trattenerlo per far fuggire Amy ma viene catturato. Quando il gruppo arriva nella cantina dell'abitazione è già troppo tardi: Sven, semi-cosciente e ferito, viene colpito mortalmente dall'uomo deforme; mentre Amy si avvicina al corpo di Sven, Stan e Shannon inseguono l'uomo attraverso un tunnel sotterraneo che li porta, con loro grande sorpresa, nelle rovine del liceo Leafmore dove trovano un albero mutante. Il grosso albero in realtà è quello che rimane di Leonard Friedman e l'uomo sfigurato è suo figlio. Il composto a base di mortifilia che Friedman si era iniettato si era trasferito geneticamente a suo figlio, Jedidiah, rendendolo deforme. Stan e Corey uccidono Friedman tagliando i suoi rami mobili, quindi Corey uccide Jedidiah. I fiori che infestano le rovine appassiscono e il problema sembra essere risolto, Richard comunica via walkie-talkie che sono arrivati i soccorsi.
Raggiunta l'uscita del cortile, Stan e Corey trovano James con Amy, incosciente e in avanzato stadio di gravidanza e due guardie che gli puntano addosso le armi. Stan e Corey scoprono che Amy è stata violentata da Kenny nella diga, ingravidandola della sua progenie mutante che cresce abnormemente nel suo grembo, e che Richard sapeva sin dall'inizio cosa stesse accadendo e intende catturarli per il suo progetto scientifico. Il gruppo viene prelevato, tuttavia durante il tragitto il mezzo su cui si trovano si schianta in una galleria a causa di una nube di spore. Corey, rimasto sull'altra ambulanza, insegue Richard per salvare Amy mentre Shannon e Stan, rimasti separati, tentano di raggiungere Richard, che si sta dirigendo allo stadio di Fallcreek.
Lungo la strada la coppia si ritrova nella sede della confraternita ΔΘΓ, che si scopre essere parte di una potente e antica loggia massonica che conta tra i suoi membri perfino alcuni presidenti degli Stati Uniti. Leggendo alcuni documenti si scopre che i gemelli Friedman godevano del pieno supporto della loggia, che finanziava i loro esperimenti e gli forniva cavie umane.
Quando Shannon e Stan raggiungono lo stadio, trovano Kenny che cerca di assorbire Corey, ma quest'ultimo si suicida sparandosi alla testa. Stan e Shannon combattono contro Kenny e lo uccidono. Morente, Kenny dice a Shannon che presto la loro famiglia si diffonderà nel mondo e la prega di prendersi cura di suo figlio, ma Shannon dice che lui è stato la sua unica famiglia e che non permetterà alla sua progenie di vivere. Nel frattempo un elicottero pilotato da Richard decolla dallo stadio, ma durante il volo dal corpo di Amy fuoriescono delle spore che fanno esplodere il mezzo. Stan e Shannon si scambiano un bacio, imbracciano dei fucili e si dirigono verso le spore.

## Modalità di gioco
La struttura di gioco prende spunto dai classici survival horror, in cui bisogna annientare nemici di ogni tipo e risolvere enigmi, per proseguire nella trama; Obscure II arricchisce questo concetto, introducendo alcune caratteristiche particolari.
Nonostante le ambientazioni siano completamente in 3D, la telecamera utilizza quasi sempre delle inquadrature statiche, mentre in alcune aree di gioco, il giocatore avrà la possibilità di spostare leggermente l’inquadratura e in pochissime altre zone ancora, si potrà ruotare liberamente la telecamera a 360°.
È possibile assegnare per ciascun componente della coppia di personaggi che si sta utilizzando, fino a quattro armi diverse disponibili nell’inventario; la mira è completamente automatica, sia per quanto riguarda l’utilizzo delle armi bianche che da fuoco.

## Personaggi principali
Corey Wilde
Uno degli studenti di Fallcreek. Pratica molti sport estremi, fa abitualmente skate e ama alla follia la sua auto e Mei. Corey è un abile traceur, e può spostarsi con agilità su molte superfici.
Mei Wang
La fidanzata di Corey. È una ragazza cinese che insieme alla sorella Jun consegue i suoi studi a Fallcrek. È un hacker formidabile, patita dei videogames.
Jun Wang
La sorella gemella di Mei, che come lei ha la stessa passione per i videogames e l'informatica.
Amy Brookes
Una ragazza affascinante, molto popolare nel campus come "Sua eccellenza, Miss maglietta bagnata di Fallcreek". Oltre che della sua avvenenza, Amy è anche dotata di una grande abilità intuitiva.
Kenny Matthews
Atletico e spavaldo come sempre, Kenny ha ottenuto la borsa di studio a Fallcreek come capitano nella squadra di football. Si dimostrerà quello più danneggiato dalle spore a cui i ragazzi sono stati esposti nel primo capitolo, perdendo infine il controllo di sé e diventando un mostro e boss finale del gioco. Nelle descrizioni dei personaggi Kenny viene presentato come il fratello minore di Shannon; tuttavia nel precedente capitolo la data di nascita di Kenny è del 1984, mentre quella di Shannon è 1986.
Shannon Matthews
Shannon è cambiata molto drasticamente dagli eventi di Leafmore tanto nel look, quanto nella personalità (i suoi capelli biondi sono ora rossi, e il suo vestiario è sullo stile dark). A differenza dei suoi amici, che tengono le spore della Mortifilia sotto controllo per via di farmaci, l'organismo di Shannon ha assorbito gli agenti patogeni di esse, rendendola di conseguenza, capace di assorbirle senza subire danni.
Stanley "Stan" Jones
Dopo due anni di prigione scontati per ragioni sconosciute, Stan conduce una vita abbastanza tranquilla e lavora come garzone in una pizzeria. Si reca dai suoi amici a Fallcreek dopo che Kenny tenta di contattarlo via radio.
Sven Hansen
Un ragazzo nato in Norvegia e cresciuto negli Stati Uniti. Ha una passione per la mitologia nordica e per l'hockey.
Richard James
Un docente di biologia di Fallcreek con molte risorse, dalla personalità schiva e calcolatrice.
Jedidiah Friedman
Il figlio di Leonard Friedman ed Elizabeth Wickson. È un ritardato dalla corporatura deforme e imponente, che vive in una casa situata in prossimità del liceo Leafmore.
I personaggi Josh Carter e Ashley Thompson, che nella storia di questo capitolo non ci sono, appaiono in un filmato extra da sbloccare. Pare che i due stessero lavorando su un reportage su Leafmore e che siano stati uccisi da Jedidiah Friedman mentre facevano delle riprese nell'istituto.

## Nemici
- Blob: un enorme mostro corpulento e lento; lo si incontra già dalle prime fasi di gioco e attacca i personaggi con il suo enorme braccio sinistro scaraventandoli lontano e infliggendo parecchi danni e, nel caso il giocatore perdesse la vita, il blob solleva il personaggio e gli mozza la testa con gli artigli.
- Reaper: è il mostro che si incontra nel prologo, durante il sogno fatto da Corey. Molto rapido e veloce riesce a infliggere danni pesanti se lasciato avvicinare, uccidendo il personaggio gli mangia la testa.
- Spider: questi mostri dalla forma di ragni attaccano in gruppi da 10-15 elementi e mirano ad attaccarsi alla testa. Nel caso non si uccidessero in tempo, per staccarli compare uno specifico comando
- Sirena: creatura volante che attacca con le punte che ha sulle gambe
- Puffo: versione più piccola del Reaper, molto debole ma estremamente veloce, il suo attacco consiste nello scagliarsi a tutta forza sul personaggio facendolo volare a terra
- Mamma Ragno: enorme ragno che attacca a distanza e per difendersi depone uova che evocano spider. Può anche afferrare con la lingua il personaggio e divorarlo.
- Kenny Oscuro: è Kenny di Obscure che si è fatto corrompere dalle forze oscure, mutando e diventando estremamente forte tanto da uccidere Mei e ferire gli altri studenti; ha due tipi di attacchi, uno ravvicinato che consiste nel compiere un balzo come fa il Puffo e arrivare addosso al personaggio, e uno a distanza che consiste nello sparare spore dalla coda. Quest'ultimo attacco verrà potenziato nella battaglia finale, nella quale avrà un lungo tentacolo con cui lancerà più velocemente le spore. Lo stesso tentacolo verrà anche usato per attaccare fisicamente i protagonisti.
- Jedidiah: si tratta del figlio sfigurato Leonard Friedman che si incontra (senza combatterlo) già nelle prime fasi di gioco. Successivamente lo si affronterà in un'arena dove è presente un fiore gigante nel quale Jedediah può entrare per curarsi se danneggiato troppo. Normalmente attaccherà con la sua motosega ma quando è ferito sarà il fiore ad attaccare con le sue radici.